# Izo
Izo... (grško ίσος: ísos - enak) je predpona v zloženkah, ki onačuje enakost ali podobnost.